# Carnage in Worlds Beyond
Carnage in Worlds Beyond peti je studijski album belgijskog black metal-sastava Enthroned. Album je 26. kolovoza 2002. godine objavila diskografska kuća Napalm Records. Ovo je prvi album sastava koji je objavio navedeni izdavač.

## O albumu
Ovo je prvi album grupe na kojem je bubnjeve svirao Alsvid.

## Popis pjesama
| 1.    | »Boundless Demonication«                  | Sabathan  | N. Daemon, Nornagest           | 4:11 |
| 2.    | »Infernal Flesh Massacre«                 | Nornagest | N. Daemon, Nornagest           | 4:17 |
| 3.    | »Spawn from the Abyss«                    | Sabathan  | Nornagest                      | 5:09 |
| 4.    | »Bloodline«                               | Nornagest | N. Daemon, Sabathan, Nornagest | 5:06 |
| 5.    | »Jehova Desecration«                      | Nornagest | Nornagest, Sabathan            | 2:27 |
| 6.    | »Diabolic Force« (obrada Morbid Deatha)   | Cernunnos | Morbid Death                   | 3:22 |
| 7.    | »Land of Demonic Fears«                   | Nornagest | Nornagest, N. Daemon           | 1:30 |
| 8.    | »Radiance of Mordacity«                   | Nornagest | N. Daemon, Nornagest           | 3:40 |
| 9.    | »Graced by Evil Blood«                    | Nornagest | Nornagest, N. Daemon           | 8:18 |
| 10.   | »Carnage in Worlds Beyond« (instrumental) |           |                                | 1:23 |
| 39:31 |                                           |           |                                |      |

| Bonus pjesme s ograničene inačice albuma | Bonus pjesme s ograničene inačice albuma              | Bonus pjesme s ograničene inačice albuma | Bonus pjesme s ograničene inačice albuma | Bonus pjesme s ograničene inačice albuma | Bonus pjesme s ograničene inačice albuma | Bonus pjesme s ograničene inačice albuma | Bonus pjesme s ograničene inačice albuma | Bonus pjesme s ograničene inačice albuma | Bonus pjesme s ograničene inačice albuma |
| Br.                                      | Skladba                                               | Trajanje                                 |                                          |                                          |                                          |                                          |                                          |                                          |                                          |
| ---------------------------------------- | ----------------------------------------------------- | ---------------------------------------- | ---------------------------------------- | ---------------------------------------- | ---------------------------------------- | ---------------------------------------- | ---------------------------------------- | ---------------------------------------- | ---------------------------------------- |
| 11.                                      | »The Septentrionnal Shrine«                           | 3:56                                     |                                          |                                          |                                          |                                          |                                          |                                          |                                          |
| 12.                                      | »The Horny and the Horned« (obrada Impaled Nazarenea) | 2:51                                     |                                          |                                          |                                          |                                          |                                          |                                          |                                          |
| 13.                                      | »Genocide 2002«                                       | 4:43                                     |                                          |                                          |                                          |                                          |                                          |                                          |                                          |
| 51:01                                    |                                                       |                                          |                                          |                                          |                                          |                                          |                                          |                                          |                                          |

## Zasluge
| Enthroned - Sabathan – vokali, bas-gitara - Nornagest – prateći vokali, gitara, naslovnica, omot albuma - Nerath Daemon – gitara, sintesajzer, naslovnica, omot albuma - Alsvid – bubnjevi | Dodatni glazbenici - Harris Johns – vokali, produkcija, inženjer zvuka, miksanje, mastering Ostalo osoblje - Christophe Szpajdel – logotip |